# Soulèvement de Bocskai
Longue Guerre ou guerre de Quinze Ans
Le soulèvement de Bocskai (ou guerre d'indépendance hongroise de Bocskai en hongrois: Bocskai szabadságharc ou encore Bocskai-felkelés) est initiée et menée contre l'absolutisme des Habsbourg par Étienne II Bocskai, noble hongrois protestant et actuel héros national hongrois, de 1604 à 1606. Ce soulèvement aboutit au traité de Vienne (1606).
Le théâtre des opérations se situe en Hongrie, Haute-Hongrie et Transylvanie contre Rudolf II, empereur romain germanique, dans le contexte de la Longue Guerre qui oppose les Habsbourg et leurs alliés aux Ottomans.

## Sources, littérature
- Béla Köpeczi (sous la direction de): Le soulèvement d’István Bocskai et la renaissance de l’État transylvain in Histoire de la Transylvanie, Akadémiai Kiadó, Budapest 1992  (ISBN 963 05 5901 3)
- László Nagy: Bocskai István a hadak élén. Budapest: Zrínyi. 1981.  (ISBN 963-326-291-7)
- Bocskai kíséretében a Rákosmezőn: Emlékiratok és iratok Bocskai István fejedelem és Lalla Mehmed nagyvezír találkozójáról, 1605. november 11. Közread. Csonka Ferenc és Szakály Ferenc. Budapest: Európa. 1988.  (ISBN 963-07-4647-6)
- Sándor Papp: Török szövetség – Habsburg kiegyezés: A Bocskai-felkelés történetéhez. Budapest: KGRE L’Harmattan. 2015.  (ISBN 978-963-236-859-7)
- Sándor Dobos: Kitör a Bocskai-felkelés (1604)